# حالت بودگی
حالتِ بودگی (انگلیسی: Essive case) یا همسان‌بودگی (Similaris) یک حالت دستوری در زبان‌های فنلاندی و استونیایی است که معنای «... که بودم» یا «به‌عنوان یک ...» را می‌رساند. در زبان فنلاندی، این حالت با افزودن پسوند -na/-nä به ریشه واژه ساخته می‌شود، در حالی که در زبان استونیایی، این حالت با افزودن پسوند -na به شکل اضافه واژه تشکیل می‌شود:
| فنلاندی  | استونیایی | فارسی        |
| -------- | --------- | ------------ |
| lapsi    | laps      | کودک         |
| lapse-na | laps-e-na | کودک که بودم |

در زبان فنلاندی، علاوه بر این، حالت بودگی برای بیان زمان یا مکان نیز به‌کار می‌رود (نگاه کنید به حالت مکانی):
maanantai-na → «در روز دوشنبه»،
kuudente-na joulukuuta → «در ششم دسامبر»،
koto-na → «در خانه».
حالت درون‌بودگی (inessive) در فنلاندی (مانند kodi-ssani) بیشتر معنای «درون چیزی» را می‌رساند.